# Иахуат, Джеймс
Джеймс Иахуат (англ. James Iahuat; род. 14 мая 1959) — вануатский боксёр, представитель средней весовой категории. Выступал за сборную Вануату по боксу во второй половине 1980-х годов, участник летних Олимпийских игр в Сеуле и Игр Содружества в Эдинбурге. Также известен как тренер, главный тренер национальной сборной Вануату по боксу.

## Биография
Джеймс Иахуат родился 14 мая 1959 года.
В 1986 году вошёл в основной состав национальной сборной Вануату по боксу и побывал на Играх Содружества в Эдинбурге. Тем не менее, уже на предварительном этапе средней весовой категории был остановлен местным шотландским боксёром Джорджем Ферри, проиграв досрочно во втором раунде — рефери остановил поединок в связи с явным преимуществом одного из соперников.
Благодаря череде удачных выступлений Иахуат удостоился права защищать честь страны на летних Олимпийских играх 1988 года в Сеуле — в стартовом поединке категории до 75 кг на стадии 1/32 финала встретился с заирским боксёром Мусунгаем Кабонго и проиграл ему досрочно в первом же раунде, тем самым выбыв из дальнейшей борьбы за медали.
Завершив карьеру спортсмена, Джеймс Иахуат занялся тренерской деятельностью. В 1992 году в качестве главного тренера возглавил национальную сборную Вануату по боксу, оставался на этой должности в течение многих последующих лет.